# 赛尔号大电影4：圣魔之战
《赛尔号大电影4：圣魔之战》（英語：Seer IV），是由上海淘米网络科技有限公司运营的的儿童虚拟社区《赛尔号》改编的第四部同名动画电影，于2014年7月10日在中国大陆公映。

## 票房
自上映以来，《赛尔号大电影3：战神联盟》在1日内票房达到1100万元人民币，在4日内票房达到4000万元人民币。